# Гринуолд (город, Миннесота)
Гринуолд (англ. Greenwald) — город в округе Стернс, штат Миннесота, США. На площади 2 км² (2 км² — суша, водоёмов нет), согласно переписи 2002 года, проживают 201 человек. Плотность населения составляет 100,5 чел./км².
- Телефонный код города — 320
- Почтовый индекс — 56335
- FIPS-код города — 27-25874[1]
- GNIS-идентификатор — 0644452[2]